# Rhinoclama brevirostris
Rhinoclama brevirostris är en musselart som först beskrevs av Powell 1937.  Rhinoclama brevirostris ingår i släktet Rhinoclama och familjen Cuspidariidae. Inga underarter finns listade i Catalogue of Life.